# Стромовка (Киев)
«Стро́мовка» — парк в Киеве на Шулявке, устроенный в конце 1900-х годов иммигрантами-чехами, в настоящее время не существует. Название дано в честь одноимённого парка в Праге на месте бывших королевских охотничьих угодий.
Парк был создан по инициативе чешского общества им. Я. А. Коменского, которое действовало в Киеве с 1907 года, точные даты создания парка неизвестны. (Известно, что парк был благоустроен раньше, чем рядом с ним возникла чешская школа, то есть он создавался в период между мартом и сентябрём 1907 года). На Шулявке в те годы находилась колония чехов, преимущественно работавших на заводе Гретера и Криванека (ныне завод «Большевик»). Чешскими энтузиастами был взят в аренду небольшой участок казённых земель, предназначенных для продажи под дачи. В XVIII веке на этом месте находилась дачная усадьба архитектора Шеделя. Участок занимал территорию между Брест-Литовским шоссе (ныне пр. Победы), улицей Заводской (Вадима Гетьмана), 2-й Дачной линией (Смоленская) и Дачным переулком (ул. Янгеля). На участке уже росли большие деревья, инженер завода Гретера и Криванека Виктор Кашпар упорядочил зелёные насаждения, построил лёгкие павильоны для летнего ресторана, самодеятельного театра, устроил беседку, скамейки. В. Кашпар стал и руководителем проводимых тут мероприятий, на которых для надзора над чехами — подданными Австро-Венгрии — обязательно присутствовал полицейский. Для надзирателя был устроен отдельный столик с графином и закусками.
По выходным на «Стромовке» проходили народные гуляния, на которые приходили жители Шулявки, соседней Караваевщины и других районов города. Выступали духовой и струнный оркестры, давались спектакли самодеятельного театра, режиссёром которого был инженер Е. Марек — в основном играли чешские комические постановки, работал кегельбан, девушки танцевали в чешских национальных нарядах.
В 1915—1916 годах в Киеве появились военнопленные австрийские чехи, которые освобождались из лагерей обществом им. Я. А. Коменского и устраивались рабочими на заводы. Среди них были профессиональные театральные деятели, и уровень выступлений театра на «Стромовке» заметно повысился. Здесь появился женский хор, выступал драматический актёр Зденек Штепанек, с театром сотрудничал Ярослав Гашек, свои рецензии на театральные представления в киевской газете «Чехослован» он подписывал инициалами J.H. В летний сезон в парке агитировали военнопленных вступать в чешские подразделения российской армии (см. Чехословацкие легионы), зимой для этой цели арендовалось помещение на Лукьяновке («Народная аудитория» на ул. Бульварно-Кудрявской, 26).
29 июля 1917 года в Киев прибыл председатель Чехословацкого Национального совета в Париже Т. Г. Масарик. В тот же день он провёл на «Стромовке» встречу с киевской чешской общиной, осмотрел парк, положительно отзывался о театре и предложил сделать его передвижным: «Армия должна иметь театр на колёсах».
После прихода большевиков в 1919 году парковые сооружения разбирались на дрова, деревья вырубались. Впоследствии территория бывшей «Стромовки» была застроена, там находится, в частности, школа № 71.